# بانکا رومانسکا
بانکا رومانسکا (انگلیسی: Banca Românească) شرکت خدمات مالی و بانکداری رومانیایی است، که در سال ۱۹۹۳ تأسیس شد.